# 風博士 (ウェブブラウザ)
風博士（かぜはかせ）は、GTK2を使ったウェブブラウザである。GPL2で提供されていたオープンソースソフトウェアである。開発プロジェクトは情報処理推進機構の未踏ソフトウェア創造事業2004年度第1回に採択された。以前はUbuntuなどのLinuxディストリビューションのリポジトリに登録されていたが、現在は除外されている。
名称の由来は坂口安吾の同名の小説『風博士』。また、通常29日に肉に関する知識とともにリリースされていた。

## 特徴
主な機能としては次のものがある。
- 複数のHTMLレンダリングエンジンに対応
  - Gecko
  - Gtk+ WebCore
  - Trident（GtkIEEmbed[2]使用）
- 履歴内の全文検索
- Rubyによる機能拡張
- ユーザのスキルごとに変更可能なインターフェース
- ウェブページのサムネイルを生成する機能
- フィードリーダー機能
- タブブラウザ
- マウスジェスチャー